# ATP citratna lijaza
ATP citratna lijaza je enzim koji posreduje jedan važan korak u biosintezi masnih kiselina. ATP citratna lijaza je veza između metabolizma ugljenih hidrata (kojim se oslobađa energija) i produkcije masnih kiselina.

## Funkcija
ATP citratna lijaza je primarni enzim odgovoran za sintezu citosolnog acetil-KoA u mnogim tkivima. Ovaj enzim je tetramer identičnih podjedinica. Produkat, acetil-KoA, se koristi u nekoliko biosintetičkih puteva, uključujući lipogenezu i holesterogenezu. Aktivira ga insulin. ATP-citratna lijaza je takođe odgovorna za katalizu konverzije citrata i KoA u acetil-KoA i oksaloacetat, uz ATP hidrolizu.

## Reakcija
U prisustvu ATP-a i koenzima A, citratna lijaza katalizuje odvajanje citrata čime nastaju acetil KoA, oksaloacetat, ADP, i ortofosfat:
citrat + ATP + KoA +  {\displaystyle \rightleftharpoons } oksaloacetat + Acetil-KoA + ADP + Pi.
Ovaj enzim je ranije bio klasifikovan kao EC 4.1.3.8.

## Lokacija
Ovaj enzim se nalazi u citosolu biljki i životinja.

## Literatura
- Lovell SC, Davis IW, Arendall WB, de Bakker PI, Word JM, Prisant MG, Richardson JS, Richardson DC (2003). „Structure validation by Calpha geometry: phi,psi and Cbeta deviation”. Proteins. 50 (3): 437—450. PMID 12557186. doi:10.1002/prot.10286.
- Nicholas C. Price; Lewis Stevens (1999). Fundamentals of Enzymology: The Cell and Molecular Biology of Catalytic Proteins (Third изд.). USA: Oxford University Press. ISBN 019850229X.
- Eric J. Toone (2006). Advances in Enzymology and Related Areas of Molecular Biology, Protein Evolution (Volume 75 изд.). Wiley-Interscience. ISBN 0471205036.
- Branden C; Tooze J. Introduction to Protein Structure. New York, NY: Garland Publishing. ISBN 0-8153-2305-0.
- Irwin H. Segel. Enzyme Kinetics: Behavior and Analysis of Rapid Equilibrium and Steady-State Enzyme Systems (Book 44 изд.). Wiley Classics Library. ISBN 0471303097.

## Spoljašnje veze
- ATP Citrate Lyase на 